# Parley P. Pratt
Parley Parker Pratt, Sr. (ur. 12 kwietnia 1807, Burlington, zm. 13 maja 1857, Alma) – amerykański duchowny mormoński.

## Życiorys
Był synem Jareda Pratta i Charity Dickinson oraz bratem Orsona. Chrzest przyjął 1 września 1830 roku. W dniu 21 lutego 1835 został wyświęcony na apostoła, włączono go także do Kworum Dwunastu Apostołów. Wydawał periodyk Latter-day Saints' Millennial Star, tworzył również poezje (opublikował między innymi pierwszy zbiór wierszy o tematyce mormońskiej The Millennium and Other Poems, 1840). Prowadził działalność misyjną, między innymi w Kanadzie i Ameryce Południowej. Uczestniczył w podróży apostołów do Wielkiej Brytanii (1839–1841). Wchodził w skład parlamentu Terytorium Utah. Został zamordowany.
Praktykował poligamię, poślubił łącznie 12 kobiet, które urodziły mu 30 dzieci. Jego imieniem nazwano jeden z kanionów w Utah.